# Canh tác

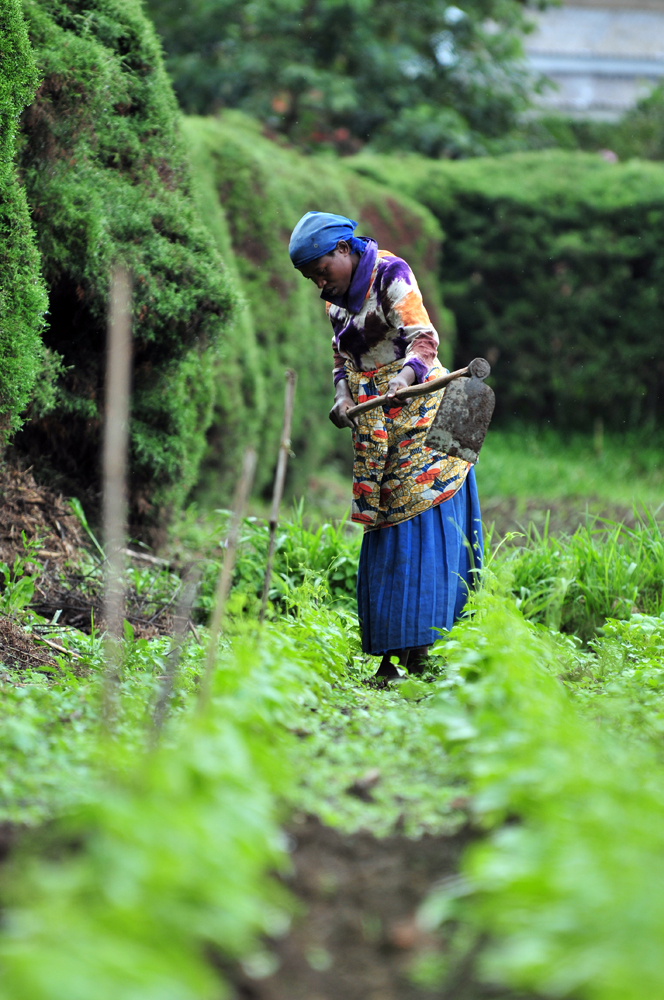
Một phụ nữ châu Phi đang canh tác với những luống đất được cuốc xới

Canh tác, làm đất hay cày cấy, cày bừa, cày ải là việc thực hiện những công việc nông nghiệp nói chung trong đó chủ yếu là việc trồng trọt, cày, bừa, cấy ải trên đất nông nghiệp để thu hoạch hoa lợi của cây lương thực, hoa màu đáp ứng nhu cầu ăn uống và mưu sinh của con người hoặc nhu cầu xuất khẩu các sản phẩm nông nghiệp.

## Đặc điểm
Quá trình canh tác là việc tác động vào đất bằng cách rung động cơ học theo các hình thức khác nhau chẳng hạn như đào, bới, xới, lật bằng các phương pháp cày xới các con người sử dụng các dụng cụ cầm tay bao gồm xúc, cày, bừa, cuốc, xẻng và cào và sự hỗ trợ của động vật (gia súc) hoặc máy móc cơ giới bao như trâu, bò, ngựa, máy cày, máy kéo, ải, bừa đất kết hợp với việc tưới tiêu thông qua hệ thống thủy lợi và việc bón phân, trừ sâu, trừ cỏ dại.
Làm vườn quy mô nhỏ và sản xuất lương thực quy mô hộ gia đình, sản xuất kinh doanh nhỏ có xu hướng sử dụng các phương pháp quy mô nhỏ hơn nêu trên, trong khi việc canh tác đaị trà có quy mô lớn có xu hướng sử dụng các phương pháp quy mô lớn hơn. Canh tác thường được phân thành hai loại, thâm canh và xen canh, luân vụ.
Cày xới lần đầu tiên được thực hiện thông qua lao động của con người, đôi khi liên quan đến nô lệ. Động vật móng guốc cũng có thể được sử dụng để canh tác đất qua việc chà đạp. Cái cày bằng gỗ sau đó được phát minh. Nó có thể được kéo bởi con la, bò, voi, trâu, ngựa hoặc động vật mạnh mẽ tương tự. Khoa học nông nghiệp hiện đại đã giảm đáng kể việc sử dụng đất canh tác. Cây trồng có thể được phát triển trong nhiều năm mà không có đất canh tác thông qua việc sử dụng thuốc diệt cỏ để kiểm soát cỏ dại, giống cây trồng. Và ngày nay khoa học có phương pháp canh tác để giảm thiểu khí thải nhà kính.
Đất trồng là một hệ thống sống cũng như những phần tử nhỏ tạo nên đất trồng, hàng triệu loài sinh vật khác nhau, cả lớn và nhỏ, mỗi loại đều rất quan trọng trong việc tái tạo lại dinh dưỡng. Nhiều loại sinh vật đất dựa trên thực vật để sống và đổi lại chúng giúp thực vật sinh trưởng tốt. Chăm bón đất trồng với phân ủ và phân chuồng là chăm bón cho tất cả các loại sự sống ở trong đất trồng, đất trồng theo đó sẽ chuyển phân chuồng và phân ủ thành thức ăn để thực vật sinh trưởng.Trong đất phải có những khoảng không khí để rễ cây mạnh khoẻ và cho phép dễ cây đâm xuống dưới để hút nước. Nước phải ngấm đi, nhưng không được quá nhanh.

## Trong văn hóa

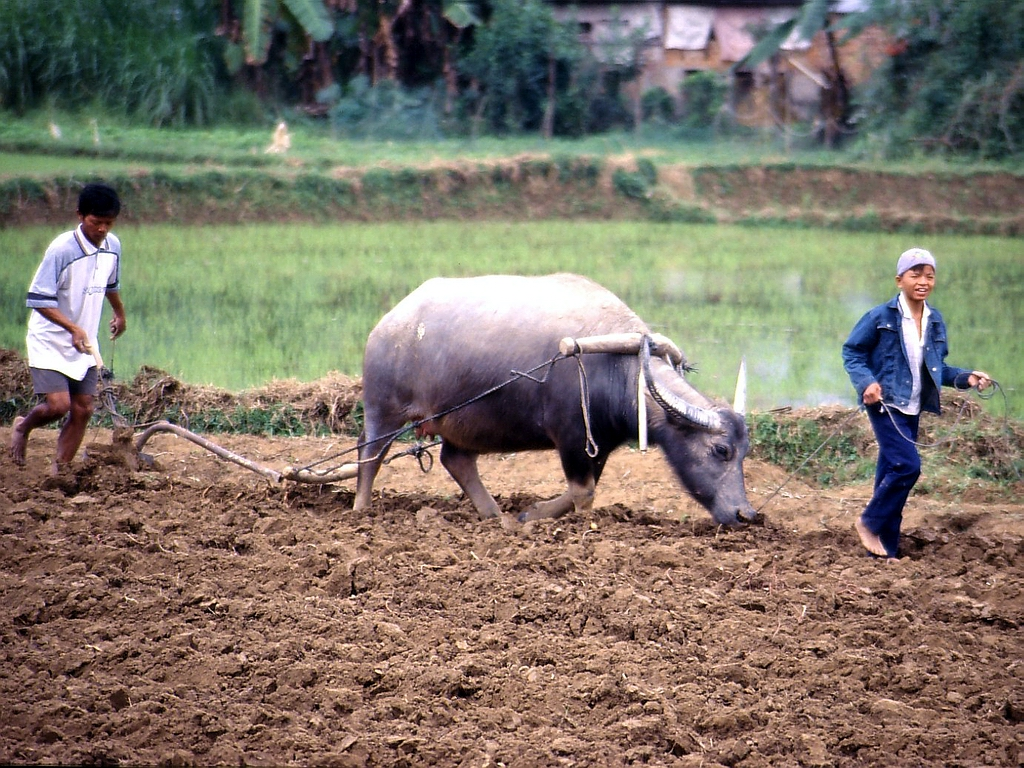
Con trâu đang cày kéo

Tục ngữ về sản xuất nông nghiệp gồm:
- Cày sâu, cuốc bẩm
- Nhai kỹ no lâu, cày sâu tốt lúa
- Nhất nước, nhì phân, tam cần, tứ giống
- Con trâu là đầu cơ nghiệp
- Mồng chín tháng chín có mưa/Thì con sắm sửa cày bừa làm ăn/Mồng chín tháng chín không mưa/Thì con bán cả cày bừa đi buôn
- Phân tro không bằng no nước
- Tháng giêng là tháng ăn chơi/Tháng hai trồng đậu, trồng khoai, trồng cà
- Đất thiếu trồng dừa, đất thừa trồng cau
- Mạ úa cấy lúa chóng xanh/Gái dòng chóng đẻ sao anh hững hờ?
- Làm ruộng ăn cơm nằm/Chăn tằm ăn cơm đứng
- Trâu ơi ta bảo trâu này/Trâu ra ngoài ruộng trâu cày với ta/Cấy cày giữ nghiệp nông gia/Ta đây trâu đấy, ai mà quản công!